# Jaciara
Jaciara é um município do estado de Mato Grosso, no Brasil. Localiza-se a uma latitude 15º57'55" sul e a uma longitude 54º58'06" oeste, estando a uma altitude de 367 metros. Sua população estimada em 2022 era de 28.569 habitantes. É a principal cidade da Região do Vale do Rio São Lourenço.

## História
A região onde Jaciara está localizada já era habitada há muitos anos, conforme mostram inscrições rupestres encontradas em grutas do município. Os primeiros povos conhecidos a habitar a região foram os índios bororós. Em 1877, chegaram os primeiros colonizadores não índios, que, de forma lenta e desordenada, colonizaram a região criando uma comunidade chamada brilhante. Posteriormente em 1947 ainda na esteira da política pública do estado novo (1937-1945) chamada de marcha para o oeste,uma família de agricultores e empresários do interior de São Paulo adquiriram terras do governo na região que atualmente corresponde ao município de jaciara com o compromisso de ocuparem-nas e essa família de agricultores e empresários paulistas foram os fundadores de Jaciara. Essa família constituiu uma sociedade chamada CIPA - Colonizadora Industrial, Pastoril e Agrícola Ltda dando início ao processo de efetiva colonização da cidade de Jaciara-MT. Os primeiros colonos chegaram dois anos mais tarde, em 1949 vindos de São Paulo e do Nordeste, quando foram plantadas as primeiras lavouras.
Em 1950, foi elaborado o projeto de urbanização da futura cidade de Jaciara. Em 1953, foi criado o distrito de Jaciara, pertencente ao município de Cuiabá. O nome Jaciara foi extraído do texto "Vitória Régia" contido na obra "Lenda da Índia Jaciara, a Senhora da Lua", do escritor Humberto de Campos. O nome tem origem na língua tupi antiga e significa "Altar da lua" (îasy, lua + îara, senhora). Em 1958, o então governador João Ponce de Arruda sancionou a Lei 1 188, criando o Município.
Como é mostrado no mapa acima o município de Jaciara fica localizado em uma região Histórico-Cultural conhecida como Paulistânia que é composta pelos estados de São Paulo, partes do Paraná, por partes do Triângulo Mineiro, pelo sul de Minas Gerais e de Goiás, pelos estados de Mato Grosso do Sul e partes de Mato Grosso, campo de influências e de exploração dos bandeirantes e área de acomodação da cultura caipira. O município de Jaciara tem ligações históricas e culturais com o estado de São Paulo.

## Clima
Jaciara possui um clima tropical com estação seca (Aw, segundo a classificação climática de Köppen-Geiger), com duas estações bem marcadas. Possui um verão chuvoso e quente, enquanto o inverno é seco e com um sensível declínio nas temperaturas mínimas, que podem descer, ocasionalmente, a até 8 ou 10 graus Celsius, durante um fenômeno conhecido como friagem, marcado por temperaturas anormalmente baixas em regiões de clima normalmente muito quente.
| Dados climatológicos para Jaciara, Mato Grosso - Brasil | Dados climatológicos para Jaciara, Mato Grosso - Brasil | Dados climatológicos para Jaciara, Mato Grosso - Brasil | Dados climatológicos para Jaciara, Mato Grosso - Brasil | Dados climatológicos para Jaciara, Mato Grosso - Brasil | Dados climatológicos para Jaciara, Mato Grosso - Brasil | Dados climatológicos para Jaciara, Mato Grosso - Brasil | Dados climatológicos para Jaciara, Mato Grosso - Brasil | Dados climatológicos para Jaciara, Mato Grosso - Brasil | Dados climatológicos para Jaciara, Mato Grosso - Brasil | Dados climatológicos para Jaciara, Mato Grosso - Brasil | Dados climatológicos para Jaciara, Mato Grosso - Brasil | Dados climatológicos para Jaciara, Mato Grosso - Brasil | Dados climatológicos para Jaciara, Mato Grosso - Brasil |
| Mês                                                     | Jan                                                     | Fev                                                     | Mar                                                     | Abr                                                     | Mai                                                     | Jun                                                     | Jul                                                     | Ago                                                     | Set                                                     | Out                                                     | Nov                                                     | Dez                                                     | Ano                                                     |
| ------------------------------------------------------- | ------------------------------------------------------- | ------------------------------------------------------- | ------------------------------------------------------- | ------------------------------------------------------- | ------------------------------------------------------- | ------------------------------------------------------- | ------------------------------------------------------- | ------------------------------------------------------- | ------------------------------------------------------- | ------------------------------------------------------- | ------------------------------------------------------- | ------------------------------------------------------- | ------------------------------------------------------- |
| Temperatura máxima média (°C)                           | 32,2                                                    | 32,5                                                    | 32,5                                                    | 32,1                                                    | 31,3                                                    | 30,5                                                    | 31,4                                                    | 33,2                                                    | 33,7                                                    | 33,7                                                    | 31,8                                                    | 32,3                                                    | 32,3                                                    |
| Temperatura mínima média (°C)                           | 22,8                                                    | 22,5                                                    | 22,4                                                    | 21,4                                                    | 19,0                                                    | 16,7                                                    | 16,0                                                    | 17,5                                                    | 21,0                                                    | 18,8                                                    | 22,4                                                    | 22,6                                                    | 20,3                                                    |
| Precipitação (mm)                                       | 258                                                     | 230,6                                                   | 206                                                     | 118,3                                                   | 52,3                                                    | 12,9                                                    | 7,6                                                     | 14,2                                                    | 45,2                                                    | 138,9                                                   | 202,5                                                   | 235,8                                                   | 1 522,3                                                 |
| Fonte: Tempo Agora 31 de julho de 2012                  |                                                         |                                                         |                                                         |                                                         |                                                         |                                                         |                                                         |                                                         |                                                         |                                                         |                                                         |                                                         |                                                         |

## Últimos prefeitos eleitos
| Ano  | Prefeito              | Partido | Votos  | %     | Ref    |
| ---- | --------------------- | ------- | ------ | ----- | ------ |
| 2004 | Max Russi             | PL      | 6.992  | 51,48 | [ 8 ]  |
| 2008 | Max Russi             | PR      | 9.636  | 63,04 | [ 9 ]  |
| 2012 | Ademir Gaspar de Lima | PT      | 6.399  | 40,94 | [ 10 ] |
| 2016 | Abdo Mohammad         | PSDB    | 7.956  | 52,92 | [ 11 ] |
| 2020 | Andreia Wagner        | PSB     | 6.754  | 47,97 | [ 12 ] |
| 2024 | Andreia Wagner        | PSB     | 11.651 | 79,92 | [ 13 ] |